# África Central

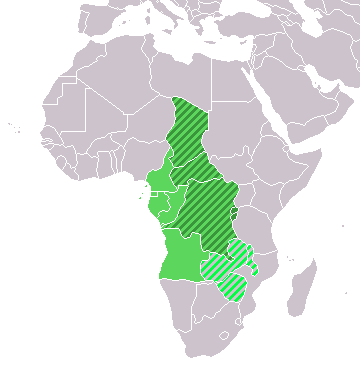
"África Central"
"Middle Africa" (sub-região da ONU)
Federação da Rodésia e Niassalândia (extinta)

A África Central é a sub-região que fica no centro do continente africano.
Para o Departamento de Estatística da Organização das Nações Unidas, compreende os seguintes países (assinalados a verde-forte no mapa):
- Angola
- Burundi
- Camarões
- Chade
- República do Congo
- República Democrática do Congo
- Gabão
- Guiné Equatorial
- São Tomé e Príncipe
- República Centro-Africana
- Ruanda

No entanto, este agrupamento não tem significado geográfico preciso, nem político, nem histórico. Do ponto de vista geométrico, poderiam considerar-se como países "centrais" da África, o Chade, a República Centro-Africana e a República Democrática do Congo, como está indicado a sombreado escuro no mapa. Do ponto de vista geográfico, poderia considerar-se o conjunto dos países encravados, ou seja, que não têm costa marítima; nesta definição, os Congos não estariam incluídos, mas estariam neste grupo o Mali, o Níger e o Burquina Fasso, que são normalmente incluídos na África Ocidental, a Etiópia, o Uganda, o Ruanda e o Burundi, que são geralmente agrupados na África Oriental, e o Maláui, a Zâmbia, o Zimbábue, o Botsuana, o Lesoto e Essuatíni (estes dois últimos, encravados dentro da África do Sul, não estão assinalados no mapa), que são geralmente considerados países da África Austral.
No entanto, seis destes países encontram-se agrupados em uma organização de integração económica, a Comunidade Económica e Monetária da África Central, o Chade, a República do Congo, os Camarões, o Gabão, a Guiné Equatorial e a República Centro-Africana.